# Julius Vorster

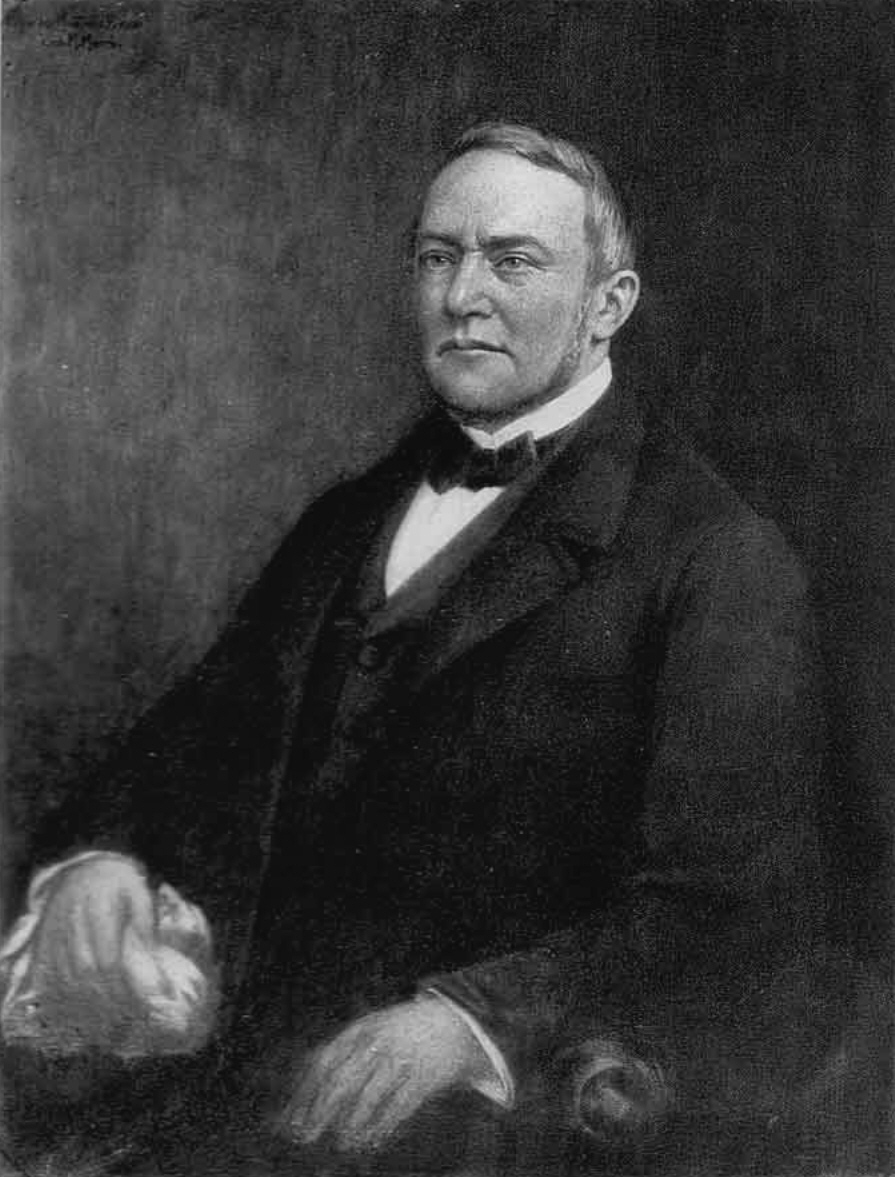
Julius Vorster

Friedrich Julius Vorster (* 29. April 1809 in Hamm; † 10. Oktober 1876 in Kalk bei Cöln) war ein deutscher Unternehmer der Chemieindustrie und Mitgründer der Chemischen Fabrik Kalk.

## Leben
Vorster eröffnete nach einer kaufmännischen Lehre in Köln eine florierende Chemikalienhandlung. Nach dem Eintritt des Teilhabers Harhaus firmierte sie unter Vorster & Harhaus. Später hieß sie dann Julius Vorster.
Einen bedeutenden Teil seines Umsatzes machte Vorster mit Salpeter, das er aus Bengalen einführte, und das für Sprengstoff im Bergbau und im Tunnelbau benötigt wurde. Mitte der 1850er Jahre stoppte Großbritannien wegen des Krimkrieges die Ausfuhr dieser Chemikalie. Der so entstandene Engpass war ein Motiv, 1858 zusammen mit Hermann Grüneberg die Chemische Fabrik Kalk zu gründen. Grüneberg brachte das Know-how mit, wie man Pottasche als Ersatz für Salpeter im industriellen Maßstab herstellen kann.
Vorster war mit Wilhelmine geb. Röhrig (1818–1883) verheiratet. Beide hatten mehrere Kinder. Er war Stifter des Evangelischen Krankenhauses in Köln. Begraben ist er auf dem Melatenfriedhof. Nach ihm wurde in Kalk die Vorsterstraße benannt.
Das Unternehmen in Kalk erlebte unter der Leitung seiner Söhne Julius und Fritz Vorster sowie Richard Grüneberg einen starken Aufschwung.